# Коленберг Лазар Львович
Лазар Левович (Лейбович) Коленберг (17 квітня 1905, Миколаїв — 21 листопада 1988, Київ) — колишній червоноармієць, який убив колишнього білогвардійського генерал-лейтенанта Якова Слащова . Дивні обставини вбивства та відсутність будь-якого покарання злочинця призвели до того, що ряд дослідників не виключають, що Коленберг виконував наказ і був агентом ОДПУ .

## Життєпис
Народився 17 квітня 1905 року в Миколаєві . Навчався у Миколаївському міському училищі, але не закінчив його. У 1920 році почав роботу учнем на взуттєвій фабриці. Стверджував, що у 15-річному віці брав участь у боях з врангелівцями, добровільно вступивши до лав більшовицької Червоної армії в червні 1920 року, однак свідчень цього надати не міг .
7 листопада 1919 року в Миколаєві на центральній площі міста за наказом генерала Слащова було страчено його рідного брата Григорія (Герша) Коленберга, і 60 інших більшовицьких підпільників, за підготовку випуску більшовицької прокламації . Це нібито згодом і стало мотивом вбивства Слащова Коленбергом.
У 1921 році в Миколаєві розпочав навчання на 47-х піхотних командних курсах, а у 1922 році продовжив навчання у 5-й Київській піхотній школі, яку закінчив у 1924 році. Був командиром взводу у 8-му Туркестанському стрілецькому полку. У 1924—1925 роках воював з басмачами, де був поранений в голову. Згодом був переведений до 288-го стрілецького полку в Немирові, де служив до кінця 1926 року, після чого демобілізувався і виїхав до Москви.
Протягом наступних трьох років Коленберг часто змінював місця проживання — Ленінград, Вінниця, Немирів, Київ, Москва. Працював касиром, наглядачем, агентом карного розшуку, знову був курсантом Московської піхотної школи імені М. Ю. Ашенбреннера та І. С. Уншліхта, служив у воєнізованій охороні. Така часта зміна місць проживання та професій свідчить про ймовірне співробітництво з ОДПУ як агента.

### Вбивство Якова Слащова
Слащов був одіозною та неоднозначною фігурою. У 33-річному віці отримав генеральське звання у білогвардійській армії . За феноменально успішний захист Криму до підходу головних сил отримав від Врангеля почесну приставку до прізвища — «Кримський». У ході Першої світової та громадянської війнах був поранений сім разів. Його дії завжди були рішучими і жорстокими, він стратив і катував ворогів і по-батьківському ставився до своїх військ, завдяки неймовірній харизмі та чарівності був предметом обожнювання у своїх солдатів. У Криму Слащов посварився з Врангелем, під час еміграції ці розбіжності посилилися. У 1921 році Слащов написав покаянне звернення до емігрантів із закликом підкоритися Радянській владі і повернутися на батьківщину, був амністований і повернувся до Радянської Росії . Пізніше Слащов став воєнспецом і почав викладацьку роботу в Москві .
З матеріалів слідчої справи випливає, що Лазар Коленберг у вересні 1928 року був відряджений вінницьким військкоматом до Московської піхотної школи імені Ашенбренера та Уншліхта. Через два місяці був демобілізований і вступив до воєнізованої охорони. 15 грудня 1928 року здійснив поїздку до Києва, де в його сестри С. Л. Дайн був захований пістолет системи « Парабелум». Коленберг повернувся до Москви з Києва 9 січня і за містом перевірив працездатність пістолета .
Лазар Коленберг брав у Якова Слащова приватні уроки військової тактики, причому дружина Слащова Ніна Нечволодова на слідстві стверджувала, що Слащов відзначав якусь дивність у поведінці Коленберга — той був дуже слабкий у тактиці, але приносив Слащову добре виконані домашні завдання, які виконував хтось набагато сильніший у тактиці, ніж Коленберг .
11 січня 1929 року, у день народження Слащова, Коленберг прийшов до нього на квартиру близько 19 години з «Парабелумом» у польовій сумці. Через півгодини після початку заняття Коленберг вихопив пістолет і сказав: "Досить грати комедію! Ось тобі за те, що розстрілював, вішав та розстріляв мого брата! І вистрілив Слащову в груди, після чого той упав на підлогу зі стільця. На звук пострілу в кімнату вбігла дружина Слащова: побачивши озброєного вбивцю, вона одразу вибігла .
Коленберг, побачивши, що Яків Слащов подає ознаки життя, вистрілив йому в спину і в потилицю, після чого, розрядивши пістолет, почав чекати на прихід людей. На місці вбивства слідством було знайдено три гільзи, один бойовий патрон від пістолета системи «Парабелум» та записка, в якій було написано: «За те, що 11/1919. Площа у м. Миколаєві» .

### Суд та життя після суду
Психіатричною експертизою у Лазара Коленберга було встановлено «важкий розлад нервової системи», і той був визнаний неосудним щодо скоєного злочину. В ухвалі про припинення справи зазначено, що «думка про помсту невідступно переслідувала Коленберга… Ідея помсти набула характеру нав'язливої ідеї. Коленберг надзвичайно болісно сприймав те становище, в якому він знаходився і на врангелівському, і на туркестанському фронтах, коли фактично не мав можливості здійснити прийняте ним рішення про помсту (далеко від Слащова)» .
Пропозиція другого заступника голови ОДПУ Генріха Ягоди припинити справу було схвалено рішенням Політбюро ЦК ВКП(б) від 25 червня 1929 і Коленберга звільнили, причому ні на яке лікування Коленберг не направлявся. На підставі ст. 322 Кримінально-процесуального кодексу РРФСР справу стосовно Лазаря Коленберга припинили і здали в архів .
З початком німецько-радянської війни 1941 року в Києві був мобілізований. Служив у батальйоні аеродромного обслуговування та на авіатехнічному складі у Середньоазіатському військовому окрузі у званні техніка-лейтенанта. Після демобілізації у лютому 1946 року проживав у Києві. В 1985 році Лазар Коленберг був нагороджений орденом Вітчизняної війни II ступеня .
Помер у Києві 21 листопада 1988 .